# 宇治市立西小倉中学校
宇治市立西小倉中学校（うじしりつ にしおぐらちゅうがっこう）は、京都府宇治市伊勢田町にある公立中学校。

## 概要
1978年に宇治市立北宇治中学校から分離して開校した中学校である。近鉄京都線以西の伊勢田町、小倉町を主な校区としている。

## 沿革
- 1978年 - 宇治市立北宇治中学校から分離し開校
- 1980年 - 校舎を増築
- 1982年 - 校舎を増築
- 1990年 - 柔剣道場竣工
- 2004年 - 大規模改造工事竣工
- 2009年 - 耐震補強工事竣工
- 2023年 - 小中一貫校校舎建築工事竣工

## 部活動
体育系
- 陸上競技部・駅伝部
- 野球部
- ソフトボール部
- 男子ソフトテニス部
- 女子ソフトテニス部
- 男子バスケットボール部
- 女子バレーボール部
- 卓球部

文化系
- 吹奏楽部
- 美術部

## 通学区域
宇治市では公立学校選択制が導入されていないため、以下の小学校区在住の場合、原則西小倉中学校へ進学することになる。
- 宇治市立西小倉小学校（全域）
- 宇治市立南小倉小学校（全域）

## 学校の周辺
周辺施設
- 宇治市消防本部 西消防署
- 京都府警察 宇治警察署西宇治交番
- 宇治市立南小倉小学校
- 宇治市立西小倉小学校
- 京都中央信用金庫 西小倉支店
- 互応化学
- 粟津練染

周辺道路
- 京都府道81号八幡宇治線

## 交通
- 近鉄京都線 小倉駅または伊勢田駅下車
- JR奈良線 JR小倉駅下車

## 通学区域が隣接している学校
- 宇治市立北宇治中学校
- 宇治市立西宇治中学校
- 久御山町立久御山中学校
- 京都市立向島秀蓮小中学校